# Gouvernement Diependaele
Communauté flamande et Région flamande
Jambon 
Le gouvernement Diependaele est un gouvernement flamand tripartite composé des nationalistes flamands de la N-VA, des socialistes du Vooruit et des démocrates-chrétiens du CD&V, qui a pris ses fonctions le 30 septembre 2024.
Il succède au gouvernement Jambon, à la suite des élections régionales du 9 juin 2024. Il a fallu 110 jours pour former ce gouvernement.

## Composition
Le 29 septembre 2024, les trois partis de la coalition annoncent les différentes nominations. Le Gouvernement flamand se compose de 9 ministres ,  :
| Fonction | Titulaire | Titulaire | Titulaire            | Parti   |
| --- | --------- | --------- | -------------------- | ------- |
| Ministre-président Ministre de l'Économie, de l'Innovation et de l'Industrie, des Affaires extérieures, du Numérique et des Services généraux                                                                     |           |           | Matthias Diependaele | N-VA    |
| Vice-ministre-présidente Ministre du Logement, de l'Énergie et du Climat, du Tourisme et de la Jeunesse |           |           | Melissa Depraetere   | Vooruit |
| Vice-ministre-présidente Ministre des Affaires intérieures, de la Politique des villes et de la Ruralité, du Vivre-ensemble, de l'Intégration, des Affaires administratives, de l'Économie sociale et de la Pêche |           |           | Hilde Crevits        | CD&V    |
| Vice-ministre-président Ministre du Budget et des Finances, de la Périphérie bruxelloise, du Patrimoine immobilier et du Bien-être animal                                                                         |           |           | Ben Weyts            | N-VA    |
| Ministre de l'Enseignement, de la Justice et de l’Emploi |           |           | Zuhal Demir          | N-VA    |
| Ministre du Bien-être, de la Lutte contre la pauvreté, de la Culture et de l'Égalité des chances |           |           | Caroline Gennez      | Vooruit |
| Ministre de l'Environnement et de l'Agriculture |           |           | Jo Brouns            | CD&V    |
| Ministre de la Mobilité, des Travaux publics, des Ports et des Sports |           |           | Annick De Ridder     | N-VA    |
| Ministre de Bruxelles et des Médias |           |           | Cieltje Van Achter   | N-VA    |